# Gösta Bergh
Gustaf Lennart Bergh, känd som Gösta Bergh, född 15 mars 1910 i Katarina församling i Stockholm, död 4 juli 1998 i Grebbestad, Tanums församling i Västra Götalands län, var en svensk reklamtecknare och skolman. 
Bergh var utbildad vid Konstfack och arbetade först som reklamtecknare med annonsproduktion vid olika annonsbyråer och också vid Dagens Nyheter och Svenska Dagbladet. År 1941 startade han Reklamtekniska skolan tillsammans med sin hustru Irma och några vänner.  Skolan fick snart namnet Berghs Reklamskola och heter idag Berghs School of Communication. Bergh ledde skolan till 1977, då han sålde den och pensionerade sig.
Åren 1937–1952 var han gift med Irma Bergström (1909–1999) och från 1952 med Inga Gunborg Turner Olsson (1914–1981) till hennes död.